# Brytyjska Afryka Centralna
Brytyjska Afryka Centralna (ang. British Central Africa Protectorate) – protektorat brytyjski w południowej Afryce, na terenie obecnego państwa Malawi, istniejący w latach 1893–1907, przekształcony następnie w protektorat Niasy.